# Lydia Kang
Lydia Kang es una autora estadounidense de ficción, poesía y no ficción para adultos y jóvenes. También es médica interna y practica medicina interna en Omaha, Nebraska.

## Vida y educación
Lydia Kang nació en Baltimore, Maryland. Se graduó de Roland Park Country School en 1989 y recibió su licenciatura en la Universidad de Columbia. Fue asistente de investigación en el Departamento de Biología de la Universidad de Columbia durante sus años de licenciatura y posgrado. Recibió su doctorado en Medicina en la Facultad de Medicina Grossman de la Universidad de Nueva York en 1998. Después de completar una residencia en medicina interna de atención primaria en el Departamento de Medicina Langone de la Universidad de Nueva York, se desempeñó como jefa de residentes de 2001 a 2002 antes de permanecer como médica asistente en el Hospital Bellevue. En 2006, se mudó a Omaha, Nebraska con su familia y es profesora asociada en la División de Medicina Interna General del Centro Médico de la Universidad de Nebraska.

## Carrera
En 2009, se unió al taller de escritura The Seven Doctors Project en el Centro Médico de la Universidad de Nebraska. Después de escribir dos novelas, vendió su tercera, una novela de ciencia ficción para adultos jóvenes, Control, a Penguin Random House en 2011, que posteriormente se publicó en 2013. La secuela, Catalyst, se publicó en 2015. En 2017, publicó tres libros más, A Beautiful Poison, Quackery: A Brief History of the Worst Ways to Cure Everything (coescrito con Nate Pedersen), y The November Girl. The November Girl ganó el premio Nebraska Best Book Award 2018 en la categoría de literatura para jóvenes adultos. Quackery fue uno de los mejores libros científicos de Science Friday de 2017. Su novela para jóvenes adultos, Toxic, se publicó en 2018 y ganó el premio YARWA Athena de ficción especulativa y fue seleccionada por Junior Library Guild. También publicó tres novelas más de ficción histórica para adultos, entre ellas The Impossible Girl en 2018, Opium and Absinthe en 2020, y The Half-Life of Ruby Fielding en 2022.
Su segundo libro de no ficción coescrito, Patient Zero: A Curious History of the World's Worst Disease, se publicó en 2021 y recibió una reseña destacada de Publishers Weekly. Fue el ganador del Premio del Libro de Nebraska de 2022 en la categoría de Historia Popular de No Ficción.
Sus escritos están incluidos en la antología para jóvenes adultos, Color Outside the Lines: Stories about Love. Su historia corta, Right-Hand Man, está incluido en la antología de 2020 From a Certain Point of View: The Empire Strikes Back, que describe la escena crítica en El Imperio Contraataca en la que 2-1B colocó la mano protésica de Luke Skywalker. En 2022, StarWars.com anunció la incorporación de Kang a su proyecto multimedia de la Fase II para la novela, Cataclysm. En 2023, su relato "La llamada de Coruscant" se publicó en Star Wars: The High Republic Tales of Light and Life, una antología para jóvenes adultos.
Ha ayudado a otros escritores a mejorar la precisión médica en su ficción. También ha publicado poesía y ensayos en JAMA, The Canadian Medical Association Journal, Flatwater Free Press, Journal of General Internal Medicine, The Annals of Internal Medicine, Great Weather for Media,  y Linden Review.

## Obras
Novelas para jóvenes adultos
- Control (Dial Books, Penguin Random House, 2013)
- Catalyst (Kathy Dawson Books, Penguin Random House, 2013)
- The November Girl (Entangled Publishing, 2017)
- Toxic (Entangled Publishing, 2018)
- Star Wars: The High Republic - Tales of Light and Life (Disney Lucasfilm Press, 2023)

Historias cortas
- Yuna and the Wall en Color Outside the Lines: Stories about Love (Soho Press, 2019)
- The Right-Hand Man en Star Wars: From a Certain Point of View: The Empire Strikes Back (Random House Worlds, 2020)

Novelas para adultos
- A Beautiful Poison (Lake Union Publishing, 2017)
- The Impossible Girl (Lake Union Publishing, 2018)
- Opium and Absinthe: A Novel (Lake Union Publishing, 2020)
- The Half-Life of Ruby Fielding (Lake Union Publishing, 2022)
- Star Wars: Cataclysm (Del Rey Books, 2023)

No ficción para adultos
- Quackery: A Brief History of the Worst Ways to Cure Everything (Workman Publishing, 2017)
- Patient Zero (Workman Publishing, 2022)